# Karl Thiessen
Karl Thiessen (* 5. Mai 1867 in Kiel; † 1945) war ein deutscher Komponist, Pianist und Musikschriftsteller.

## Leben
Karl Thiessen wurde als einziger Sohn eines Lederhändlers in Kiel geboren, wuchs jedoch in Meldorf auf, wo er zunächst die Volksschule und sodann das Gymnasium besuchte. Bereits im Jugendalter erhielt Thiessen Unterricht in Flöte, Klavier und Violine. 1888 schrieb er sich an der Großherzoglichen Musik- und Orchesterschule zu Weimar (der heutigen Hochschule für Musik Franz Liszt Weimar) ein und wurde von deren Begründer und Leiter Carl Müllerhartung in Klavier und Kontrapunkt unterwiesen. Drei Jahre später ging Thiessen an die königliche Hochschule für Musik Würzburg und studierte hier Partiturspiel und Dirigieren bei Karl Kliebert (1849–1907), Musiktheorie bei Max Meyer-Olbersleben und Klavier bei van Zeyl. Nach Abschluss seiner Studien war er zunächst Chorleiter in Emden und Aurich, siedelte 1897 nach Zittau über und wurde dort Liedermeister der Liedertafel, Musiklehrer und Musikschriftsteller.

## Werke
- op. 1: Fünf Lieder für Gesang und Klavier
  - Nr. 1: Beim Wandern (Max Haushofer)
  - Nr. 2: Nun geht der Mond auf (Theodor Storm)
  - Nr. 3: Wie die jungen Blüten leise träumen (Hoffmann von Fallersleben)
  - Nr. 4: Nachtigall (Theodor Storm)
  - Nr. 5: Kein Lüftchen regt sich in den Zweigen (Julius Sturm)
- op. 2: Drei Charakterstücke Humbug für Klavier
- op. 3: Kinderszenen für Klavier
- op. 4: Zwei Mädchenlieder für mittlere Singstimme und Klavier
- op. 5: Sechs Walzer für Klavier vierhändig
- op. 8: Waldeinsamkeit. Lied für gemischten Chor
- op. 9: Traumbilder. Suite in 3 Sätzen für Streichorchester
- op. 11: König Fialar. Symphonische Dichtung für großes Orchester
- op. 13: Impromptus für Klavier
- op. 15: Drei Männerchöre
- op. 16: Tarantelle für Violine und Klavier
- op. 17: Morgen für Männerchor (J. Resa)
- op. 18: Romanze für Streichorchester und 4 Hörner
- op. 19: Lockung für Frauenchor mit Klavier
- op. 20: Skizzen. Vier Klavierstücke
- op. 21: Drei Männerchöre im Volkston
  - Nr. 1: In der Fremde (B. Roquette)
  - Nr. 2: Das ist wohl eine alte Lehr‘ (Karl Stieler)
  - Nr. 3: Ungeduld (Rodenberg)
- op. 22: Stimmungen. Drei Stücke für Violoncello und Klavier
- op. 23: Neuer Frühling für 6-stimmigen gemischten Chor
- op. 24: Deutsches Volkslied für Männerchor
- op. 25: Reigen und Barcarole für Klavier
- op. 27: Wegwart für gemischten Chor und Frauen-Soloterzett
- op. 28: Sieben Mazurkas für Klavier
- op. 30: Drei Charakterstücke für Klavier
- op. 31: Zwei Phantasiestücke für 2 Klaviere
- op. 32: Zehn Tanzbilder für Klavier vierhändig
- op. 33: Fünf plattdeutsche Volkslieder für Frauenterzett
- op. 34: Drei plattdeutsche Volkslieder für Frauenterzett (Klaus Groth)
- op. 35: Berceuse, Menuett und Mazurka für Violine und Klavier